# Бутанская партия всеобщего равенства
«Бутанская партия всеобщего равенства» (дзонг-кэ འབྲུག་ཀུན་མཉམ་ཚོགས་པ) — социал-демократическая партия Бутана, существовавшая с 3 января 2013 года по 23 января 2023 года. Причиной роспуска партии стала невозможность в течение нескольких лет назначить нового председателя партии и найти подходящих кандидатов на выборы 2023 года. С 2018 года была лишена государственного финансирования после того, как не смогла получить минимальные десять процентов голосов от общего числа на выборах в 2018 году.

## Предвыборная программа 2018 года
Основные пункты предвыборной программы BKP:
- обеспечение 100-процентного функционального орошения существующей инфраструктуры сельского хозяйства;
- общее развитие частного сектора;
- уделение внимания высшему образованию;
- работа над общим экономическим и инфраструктурным развитием страны;
- укрепление дружбы и сотрудничества Бутана с Индией;
- закрепление и расширения прав ЛГБТ+.[2][3][4]

## Председатели партии
- Сонам Тобгей — с 2013 года по 2017 год.[5]

- Нетен Зангмо — с 2017 года по 2020 год.[6]

## Результаты на выборах

### Парламентские
| Выборы | Получено мест | Первый тур | Первый тур | Второй тур | Второй тур | Изменения                      | Лидер кампании |
| Выборы | Получено мест | Голосов    | Доля       | Голосов    | Доля       | Изменения                      | Лидер кампании |
| ------ | ------------- | ---------- | ---------- | ---------- | ---------- | ------------------------------ | -------------- |
| 2018   | 0 из 47       | 28 473     | 9,78 %     | не прошла  | не прошла  | ▬0 мест; Несистемная оппозиция | Нетен Зангмо   |